# Luperososia
Luperososia là một chi bọ cánh cứng trong họ Chrysomelidae.
Chi này được miêu tả khoa học năm 1935 bởi Laboissiere.

## Các loài
Các loài trong chi này gồm:
- Luperososia antennalis Laboissiere, 1935
- Luperososia suturalis Laboissiere, 1940